# Urocoras
Genre
Urocoras est un genre d'araignées aranéomorphes de la famille des Agelenidae.

## Distribution
Les espèces de ce genre se rencontrent en Europe du Sud et en Turquie.

## Liste des espèces
Selon World Spider Catalog (version 19.5, 02/11/2018) :
- Urocoras longispina (Kulczyński, 1897)
- Urocoras matesianus (de Blauwe, 1973)
- Urocoras munieri (Simon, 1880)
- Urocoras nicomedis (Brignoli, 1978)

## Publication originale
- Ovtchinnikov, 1999 : On the supraspecific systematics of the subfamily Coelotinae (Araneae, Amaurobiidae) in the former USSR fauna. Tethys Entomological Research, vol. 1, p. 63-80.